# Cộng Hòa, Vụ Bản
Cộng Hòa là một xã thuộc huyện Vụ Bản, tỉnh Nam Định.

## Địa lý - Hành chính
Địa giới hành chính xã phía Đông giáp xã Trung Thành; phía Bắc giáp các xã Hợp Hưng, Hiển Khánh; phía Tây giáp xã Minh Tân; phía Nam giáp xã Kim Thái.
Diện tích toàn xã là 7,26 km² với dân số 5.561 người.

## Giao thông
Trục Quốc lộ 38B nối từ Hải Dương đến Ninh Bình đi qua địa bàn xã.